# Amanti
Amanti is een Italiaanse dramafilm uit 1968 onder regie van Vittorio De Sica.

## Verhaal
Een Amerikaanse modeontwerpster die aan leukemie lijdt, gaat voor haar laatste vakantie naar Italië. Daar wordt ze verliefd op een ingenieur voor wie ze haar ziekte verzwijgt. Wanneer hij uiteindelijk achter de waarheid komt, wil zij zelfmoord plegen.

## Rolverdeling
| Acteur               | Personage             |
| -------------------- | --------------------- |
| Faye Dunaway         | Julia                 |
| Marcello Mastroianni | Valerio               |
| Enrico Simonetti     | Gastheer              |
| Caroline Mortimer    | Maggie                |
| Karin Eugh           | Griselda              |
| Esmeralda Ruspoli    | Vrouw van de advocaat |